# Maison de la musique contemporaine
La Maison de la musique contemporaine (MMC) est une association française, fondée en 2020, ayant pour mission de promouvoir et valoriser la musique contemporaine, soutenir les professionnels du secteur et sensibiliser les publics.

## Présentation
Annoncée en 2019, l'association Maison de la musique contemporaine (MMC) est créée en février 2020, et résulte de la fusion, à compter de juin 2020, de trois entités œuvrant dans le domaine de la musique contemporaine : le Centre de documentation de la musique contemporaine, Musique française d'aujourd'hui et Musique nouvelle en liberté.
À l'issue d'un premier conseil d'administration, réuni le 7 octobre 2020, sont désignés pour accompagner la directrice de l'association Estelle Lowry, comme présidente, Émilie Delorme (directrice du CNSMDP), et comme trésorier, Mathias Auclair (directeur du département musique de la BnF),. 

## Missions
Le Ministère de la Culture assigne à la structure trois missions :
1. la valorisation et la promotion de la musique contemporaine ;
2. le soutien aux professionnels du secteur ;
3. la médiation et la sensibilisation des publics.

La MMC récupère ainsi le pilotage du Grand prix lycéen des compositeurs et prévoit de l'étendre aux collégiens.